# Kongeriget Galicien og Lodomerien
Kongeriget Galicien og Lodomerien (tysk: Königreich Galizien und Lodomerien; polsk: Królestwo Galicji i Lodomerii; ukrainsk: Королівство Галичини та Володимирії) var et kongerige i Centraleuropa, der eksisterede fra 1772 til 1918. Dets område svarer nogenlunde til den historiske region Galicien, der i dag er delt mellem Polen og Ukraine. Kongeriget var under hele sin eksistens en del af Det habsburgske monarki.

## Eksterne links
- Wikimedia Commons har flere filer relateret til Kongeriget Galicien og Lodomerien

| Historie | Spire Denne historieartikel er en spire som bør udbygges. Du er velkommen til at hjælpe Wikipedia ved at udvide den. |

49°50′31″N 24°01′53″Ø / 49.84189°N 24.0315°Ø